# Pierre Legendre (écologie)
Pour les articles homonymes, voir Pierre Legendre.
Pierre Legendre, né le 5 octobre 1946 à Montréal, est un écologue canadien. Avec son frère l'océanographe Louis Legendre, il fonde l'écologie numérique, une sous-discipline de l'écologie. Ses travaux sont récompensés par plusieurs prix.

## Biographie
Pierre Legendre naît le 5 octobre 1946 à Montréal. Il obtient une maîtrise en zoologie de l'université McGill en 1969 et soutient un doctorat en biologie évolutive à l'université du Colorado en 1971. Il s'y intéresse aux méthodes d'analyse statistique, une nouvelle approche de l'étude de l'évolution des espèces. De 1971 à 1972, il est chercheur post-doctoral en cytologie à l'Université de Lund en Suède.
De 1972 à 1980, il est chercheur puis directeur de recherches au Centre de recherche en sciences de l'environnement de l'Université du Québec à Montréal. Depuis 1980, il est professeur au Département de sciences biologiques de l'Université de Montréal.

## Travaux
Les travaux de Pierre Legendre portent sur les nouvelles méthodes d'analyse statistique, comme l'analyse spatiale, l’analyse statistique multivariée ou la diversité bêta. En1979, il publie avec son frère Louis Legendre Écologie numérique, ouvrage de référence plusieurs fois enrichi et diffusé en plusieurs langues qui acte la fondation de la spécialité,. L’écologie numérique est une sous-discipline de l'écologie des communautés qui incorpore l'acquis de plusieurs disciplines mathématiques pour l'analyse de données écologiques. Ce travail est récompensé en 2005 par le prix Marie-Victorin.
Les recherches de Pierre Legendre portent en particulier sur les processus écologiques et biogéographiques et leur impact sur l'organisation de la biodiversité à travers l'espace et le temps. Il travaille par exemple à adapter les méthodes de l'écologie spatiale des communautés à la génétique des paysages (diversité bêta).

## Hommages et distinctions
Pierre Legendre est classé parmi les chercheurs les plus cités en environnement et écologie dans plusieurs listes (Thomson Reuters, Clarivate) de 2014 à 2021.

### Prix scientifiques
- 1986 : Prix Acfas Michel-Jurdant, pour les sciences de l'environnement[5] ;
- 1995 : Médaille Miroslaw Romanowski (en) en sciences de l’environnement de la Société royale du Canada[2] ;
- 1999 : Twentieth Century Distinguished Service Award, Symposium Ninth Lukacs, université d'État de Bowling Green[2] ;
- 2005 : Prix Marie-Victorin du Gouvernement du Québec[2] ;
- 2013 : Prix du Président, Société canadienne d’écologie et d’évolution[2] ;
- 2015 : Prix Acfas Adrien-Pouliot , pour la coopération avec la France[6] ;
- 2019 : Médaille d'Alexandre de Humboldt (en)de l’International Association for Vegetation Science[2],[7].

### Autres distinctions
- 1992 : Membre de la Société royale du Canada (Académie des sciences)[2] ;
- 2007 : Officier de l'Ordre national du Québec[1] ;
- 2016 : Membre correspondant de l’Académie mexicaine de science (es)[2] ;
- 2019 : Membre honoraire de la Sociedad Ibérica de Ecología[2] ;
- 2001 : ISI Highly Cited Researcher in Ecology/Environment décerné par l'Institute for Scientific Information[8] ;
- 2014 à 2021 : Web of Science Highly Cited Researcher in Environment/Ecology, décerné par Thomson Reuters, puis Clarivate[8],[9],[10].
- 2021 : Membre de l'Ordre du Canada[11]

## Publications
En octobre 2021, Pierre Legendre est l'auteur de 12 livres et plus de 340 articles scientifiques.

### Livres
- Pierre Legendre et Louis Legendre, Écologie numérique, Masson, 1984 (ISBN 2-225-80132-0, 978-2-225-80132-7 et 2-225-80133-9, OCLC 12587138, lire en ligne)
- François Gillet et Pierre Legendre, Numerical ecology with R, Springer, 2011 (ISBN 978-1-4419-7976-6, 1-4419-7976-X et 1-283-08635-2, OCLC 704399395, lire en ligne)

### Articles
- (en) Jari Oksanen, Roeland Kindt, Pierre Legendre, Bob O’Hara, Gavin L. Simpson, Peter Solymos, M. Henry H. Stevens, Helene Wagner, « The vegan package », Community ecology package,‎ 3 octobre 2007, p. 719
- (en) Marc Dufrêne et Pierre Legendre, « Species Assemblages and Indicator Species:the Need for a Flexible Asymmetrical Approach », Ecological Monographs, vol. 67, no 3,‎ 1997, p. 345–366 (ISSN 1557-7015, DOI 10.1890/0012-9615(1997)067[0345:SAAIST]2.0.CO;2, lire en ligne, consulté le 9 décembre 2021)
- (en) Daniel Borcard, Pierre Legendre et Pierre Drapeau, « Partialling out the Spatial Component of Ecological Variation », Ecology, vol. 73, no 3,‎ 1992, p. 1045–1055 (ISSN 1939-9170, DOI 10.2307/1940179, lire en ligne, consulté le 9 décembre 2021)
- (en) Pierre Legendre et Eugene D. Gallagher, « Ecologically meaningful transformations for ordination of species data », Oecologia, vol. 129, no 2,‎ octobre 2001, p. 271–280 (ISSN 0029-8549 et 1432-1939, DOI 10.1007/s004420100716, lire en ligne, consulté le 9 décembre 2021)
- (en) Pierre Legendre, « Spatial Autocorrelation: Trouble or New Paradigm? », Ecology, vol. 74, no 6,‎ 1993, p. 1659–1673 (ISSN 1939-9170, DOI 10.2307/1939924, lire en ligne, consulté le 9 décembre 2021)
- (en) Pierre Legendre et Marie Josée Fortin, « Spatial pattern and ecological analysis », Vegetatio, vol. 80, no 2,‎ juin 1989, p. 107–138 (ISSN 0042-3106 et 1573-5052, DOI 10.1007/BF00048036, lire en ligne, consulté le 9 décembre 2021)